# Viktorijanski i art deco Mumbai
Viktorijanski i art deco Mumbai (hindi: विक्टोरिया गोथिक और आर्ट डेका इन्सेंबल्स ऑफ़ मुंबई) je zajednički naziv za skupinu od 94 viktorijanskih neogotičkih i art deco građevina s početka 20. st. u središnjem Mumbaiju. One su izgrađene oko ovalnog rekreacijskog parka Oval Maidan (negdašnji Esplanade), kojega na istoku uokviruju viktorijanske neogotičke javne građevine iz 19. st., a na zapadu art deco građevine iz 20. st., te uz luku Backbay i bulevar Marine Drive. Ove građevine su upisane na UNESCO-ov popis mjesta svjetske baštine u Aziji i Oceaniji 2018. godine kao „svjedočanstvo faza modernizacije Mumbaija u 19. i 20. stoljeću”.
Pošto je postao globalno trgovačko središte, grad Mumbai je sproveo ambiciozan projekt urbanog planiranja u drugoj polovici 19. stoljeća. To je dovelo do izgradnje skupina javnih zgrada koje uokviruju otvoreni prostor Oval Maidana, najprije u viktorijanskom neogotičkom stilu, a potom, početkom 20. stoljeća, u art decou. Viktorijski ansambl uključuje elemente pogodne za indijsku klimu, kao što su balkoni i verande. Art deco građevine, sa svojim kinima i stambenim zgradama, spajaju indijski dizajn s art deco odlikama, stvarajući jedinstveni stil koji je poznat kao Indo-Deco.
Neke od najpoznatijih građevina su:
- Vrhovni sud Bombaya (1862.)
- Toranj sa satom Rajabai (1878.)
- Sveučilište u Mumbaiju 1870-ih
- Sveučilište u Mumbaiju (1857.)
- Općinska zgrada BMC (1893.)
- Elphinstone Building
- D. N. Road
- Zgrada New India Assurance (1936.)
- Kino Eros (1938.)
- Kino Metro (1938.)
- Art deco stambena zgrada, Marine Drive

## Poveznice
- Chhatrapati Shivaji Terminus
- Westminsterska palača

## Vanjske poveznice
- Chhatrapati Shivaji Terminus Mumbai
- Google Satellite Map of Mumbai CST (engl.)